# Culture des céréales au XVIIe siècle
Cet article présente l'histoire de la culture des céréales au XVIIe siècle.

## XVIIesiècle

### 1ercycle d'expansion du blé ukrainien

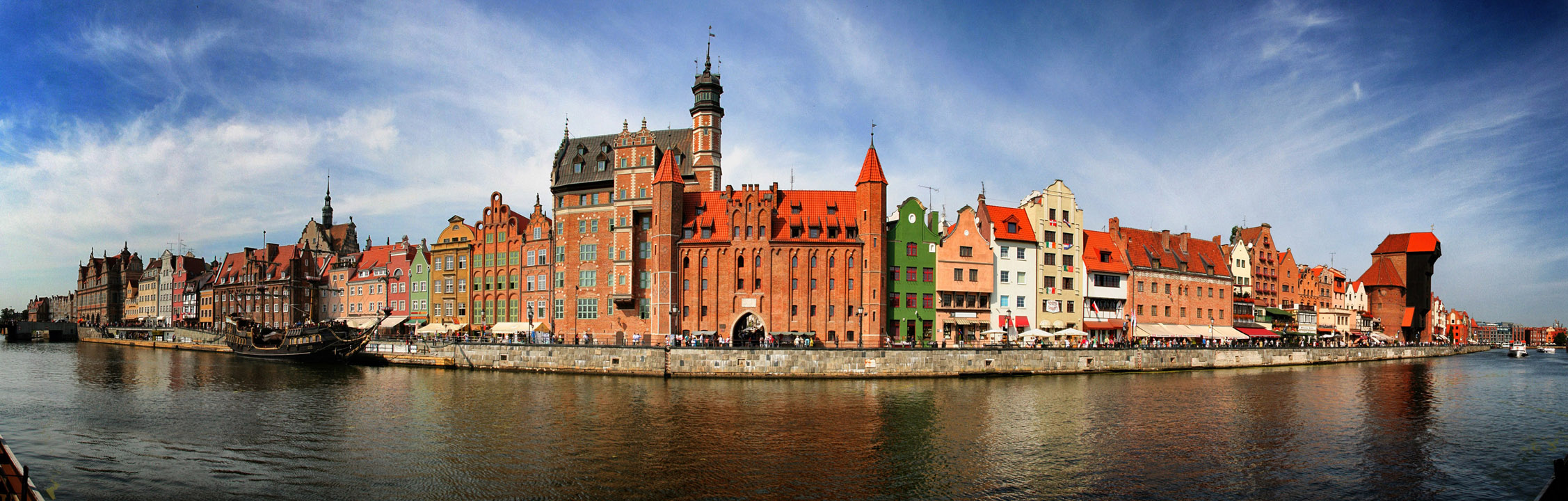
La vieille ville de Gdansk.

Ce cycle d'expansion du blé ukrainien commence au début du XVIIe siècle. Le blé est exporté par la rive gauche du fleuve le plus navigable, la Vistule, qui parcourt 1 047 km à travers la Pologne avant de se jeter dans la mer Baltique. Le blé est ensuite chargé à Gdańsk. Gdańsk était depuis 1466 une ville libre de taxes, dans la république nobiliaire de Pologne et avait une population en majorité allemande. À partir de 1569, la république des Deux Nations englobe la Lituanie et une grande partie de la Pologne et de l'Ukraine actuelles ; de bonnes récoltes assurent une relative prospérité avant les violences et expropriations cosaques de la période 1648 - 1686, qui stoppent cette progression. La région assure les trois-quarts des exportations de céréales russes. Le bassin de la Vistule (60 % de la Pologne) comprend les centres négociants de Cracovie et Varsovie. Le volume de céréales traité chaque année passe de 10 000 à 200 000 tonnes par an entre la fin du XVe siècle et le XVIIIe siècle, avec à partir de 1550 une accélération des exportations vers l'Europe de l'Ouest et la Méditerranée, où la météo compromet les récoltes. Pour parer à de graves pénuries alimentaires, en 1592, le Conseil des Dix de Venise envoie d'urgence le secrétaire d'État de la République Marco Ottobon pour acheter du blé polonais. Ce haut magistrat a carte blanche, sans limite de prix, et ceux-ci quadruplent en raison du long voyage en chariots, sur des routes en mauvais état, depuis le sud de la Pologne.

### Greniers des guildes sur le marché aux céréales de Londres
Au Moyen Âge, les principales guildes de la Cité de Londres, appelées « vénérables compagnies », étaient tenues de construire à leurs frais des greniers à céréales et d'y stocker du blé pour parer aux menaces de disettes. En 1631, certaines d'entre elles ayant refusé de s'acquitter de cette obligation virent leurs syndics condamnés à de la prison. Le grand incendie de Londres de 1666 a détruit ces greniers à céréales et les transactions ont ensuite eu lieu sur la Tamise.

### Crise de l'avènement de 1661-1662
La crise de l'avènement affecte la France de 1661 à 1662, au moment de la mort de Mazarin le 9 mars 1661 et de la prise de pouvoir absolue de Louis XIV le 10 mars 1661. Le Val de Loire, le Bassin parisien et la Normandie sont les provinces les plus touchées. Conséquence directe de l'hiver rude de 1660, qui entraîna une mauvaise récolte, cette crise de subsistance est marquée par une forte augmentation du prix du blé, sa production ayant été réduite par un temps très humide. La population doit puiser dans les réserves de céréales dès 1660. Et quand l'hiver rude de 1661 aggrave la crise, la mauvaise récolte et les réserves insuffisantes entraînèrent une crise de subsistance jusqu'en 1662.

### Ravitaillement des populations et des armées par les frères Paris
Joseph Pâris Duverney est avocat au Parlement du Dauphiné, filière qui permet sous Louis XIV d'accéder aux autorisations pour les fournitures aux armées. Il débute en secondant son père Jean Pâris, marchand de céréales à Moirans, dans les approvisionnements aux armées. En 1687, à 19 ans, il se rend à Lyon et demande aux magistrats de la ville de libérer les blés conservés dans les « magasins d'abondance » pour les envoyer sur Grenoble, en promettant de les rembourser lorsque le dégel permettra à nouveau de s'approvisionner en Bourgogne. Il obtient ainsi six mille sacs de blé. À 33 ans, avec son frère cadet Claude, il réussit en avril 1691 le tour de force de ravitailler les troupes françaises encerclées par les armées du duc de Savoie, dans Pignerol, au Piémont italien, lors de la guerre de la Ligue d'Augsbourg. Avec son autre frère Antoine il dirige en 1692 les fournitures du camp de Sablons, situé en bordure du Rhône, au nord de Valence.
Il va également chercher en 1693 mille mulets et trois mille sacs à l'ouest dans le Vivarais. Ces deux convois lui permettent d'approvisionner l'armée royale lors du siège de Montmélian (Savoie) ou apporter du ravitaillement de secours à Pignerol assiégé (bataille de La Marsaille).
Lors de la grande famine de 1693-1694, Antoine Pâris se voit confier le ravitaillement des populations du Dauphiné. Utilisant une logistique qui a fait ses preuves lors des campagnes militaires de la guerre de la Ligue d'Augsbourg, il s'attire la sympathie des Maréchaux, du Ministre Louvois et des Administrateurs du Dauphiné. L'État tardant à leur rembourser les frais occasionnés lors des diverses campagnes, Antoine Pâris part s'installer à Paris en 1696 afin de réclamer son dû, puis se lance dans diverses opérations de négoce avec son frère Claude, plus ou moins réussies.

### Maïs des riches terres roumaines, remède aux famines
L'arrivée du maïs à Timișoara dans le Banat est attestée vers 1692. Dès lors, la mamaliga de millet laisse rapidement place à celle de maïs, plus facile et rapide à préparer, qui devient dès lors un aliment de premier ordre, efficace contre les famines qui sévissaient encore aux XVIIe et XVIIIe siècles.
L'historien Nicolae Iorga affirme que les paysans roumanophones cultivèrent le maïs dès le début ou le milieu du XVIIe siècle mais Étienne Ignace Raicevich, un ragusain, consul de l'empire d'Autriche à Bucarest pendant le troisième quart du XVIIIe siècle, écrit que le maïs a été introduit seulement "da poco tempo". La mamaliga au maïs apparaît en 1873 dans le Larousse : mamaliga s. f. Bouillie de farine de maïs, dans les principautés danubiennes.

### En 1681, le canal du Midi et la diversité des blés du Languedoc
Le canal du Midi, canal français qui relie Toulouse et l'océan Atlantique à la mer Méditerranée est considéré par ses contemporains comme le plus grand chantier du XVIIe siècle, estimé entre 17 et 18 millions de livres, le deuxième du royaume après celui du château de Versailles. Il révolutionne le transport fluvial et la circulation dans le Midi de la France.
Pierre-Paul Riquet, son concepteur, a construit d'autres ouvrages sur le canal, parmi lesquels les moulins à eau situés en dérivation à de nombreuses écluses (par exemple : Naurouze, Gay, Trèbes, Matabiau, Minimes, Castelnaudary, Castanet, Béziers, etc.), utilisés pour actionner des meules à grains. Par la suite, elles se transforment en véritables complexes minotiers au cours du XVIIIe siècle.
L'extrême diffusion de la culture des céréales en Languedoc, ex-terre hérétique, s'explique par la peur de ne pouvoir payer les charges fiscales : dans tous les diocèses languedociens, même dans les terres les moins fertiles, on ensemence. On défriche jusqu'aux pentes des Pyrénées, des Cévennes et du Massif Central. Dans le Bas-Albigeois, Lisle-d'Albi donne au froment la moitié de son terroir arable. Moins réputés que ceux de la Beauce, de l'Île-de-France et de la Picardie, les blés du Languedoc sont classés au nombre des bons produits, à côté de ceux du Poitou, de la Limagne ou du Berry. Les cultivateurs vendent leur froment aux provinces voisines et aux pays étrangers, se nourrissant de grains inférieurs.
Les Languedociens placent en première ligne le « Blodut » et la « Bladette du Toulousain », meilleur blé d'Europe pour le rendement en gluten et la blancheur des farines. Le blé « Rousset » est apprécié pour les semences, tout comme la « Saisette », à la coloration moins accentuée. La région cultive les blés rouges, plus riches en gluten, les blés blancs ou bruns, plus riches en amidon, mais aussi le « Trémézou », dont l'épi barbu a une couleur aurore foncée, recherché par munitionnaires, l'« Escourgeon » ou « barbu marzé », semé au printemps, le « Bouchard » à couleur brune et à gros épis et surtout la « Touzelle » recherchée pour la boulangerie, qui convient aux « terroirs de moyenne bonté », avec un rendement plus élevé, au point qu'un héros des Fables de La Fontaine, le fermier trop madré du Diable de Papefiguière s'empresse de couvrir ses champs de « Touzelle ».
Les diocèses pyrénéens de Rieux, Comminges, Alet et Mirepoix, où les habitants incendient les bois de hêtres pour semer à la place quelque blé, ne recueillent pas la douzième ou la quinzième nécessaire quatre mois de l'année. Le Gévaudan récolte de si faibles quantités qu'il ne subsisterait pas sans le Languedoc. Le Velay suffit à sa subsistance et vend du froment au Vivarais, où, à l'exception de la zone de Montagne, voisine du Velay et qui présente les mêmes caractères, on mourrait de faim sans les blés qui viennent par bateau du Bas-Languedoc et par mulets des plaines du Haut-Languedoc ou des plateaux Vellaviens transportés par les muletiers du Velay.

### Fin duXVIIesiècle, les grandes famines en Écosse et en France
L’Écosse connut des famines très sévères au moment de la guerre de la Ligue d'Augsbourg, en 1695, 1696, 1698 et 1699, selon l'historien Fernand Braudel. L'Écosse augmenta alors sa dépendance envers la pomme de terre, sans échapper un siècle et demi plus tard à la famine de la pomme de terre dans les Highlands, provoquée par le mildiou de la pomme de terre, qui a frappé dans les années 1840, avec un taux de mortalité cependant inférieur à celui de la famine écossaise récurrente des années 1690. La famine de la pomme de terre des Highlands poussera plus de 1,7 million de personnes à quitter l'Écosse entre 1846 et 1852, l'Irlande connaissant un phénomène identique.
En France, la grande famine de 1693-1694 est due à un hiver très rigoureux en 1692, suivi en 1693 d'une récolte très médiocre, causée par un printemps et un été trop pluvieux suivis d'une flambée des prix et d'une sous-alimentation qui favorise les épidémies comme le typhus, jusqu'en 1694. La France, qui avait alors 20 millions d’habitants, eut 1 300 000 morts en plus de la mortalité normale, selon Emmanuel Le Roy Ladurie. Il chiffre à 600 000 morts la catastrophe suivante, la grande famine de 1709 causée aussi par un hiver très rigoureux, même s'il est moins humide et une flambée des prix des céréales. L'État décide alors d'interdire en 1692 l'exportation des blés. La famine de 1693-1694 a cependant épargné la région méditerranéenne dont l'agriculture a profité un peu d'une meilleure pluviosité. La France a connu 13 famines générales au XVIe siècle, 11 au XVIIe siècle et 16 au XVIIIe siècle.
Lors des mauvaises récoltes, les prix des différentes céréales s'influencent : les habitués au pain de froment se rabattent sur le pain de seigle, dont les plus pauvres ne peuvent se passer. C'est le prix du seigle qui flambe alors, flambée que les spéculateurs[réf. nécessaire] propagent d'une région à l'autre. Le poids des ruraux dans la population fait que la crise économique se répercute aux artisans et petits industriels des villes, selon le mécanisme des crises économiques généralisées dites « d'Ancien Régime », analysées par Ernest Labrousse.
Ces famines n'entraînent pourtant qu'un développement assez lent des capacités de transport et de stockage des céréales, techniquement difficile, et des efforts pour les moderniser : on en reste aux poires d’Ardres, silos souterrains réalisés sous Charles Quint par Dominique de Cortone.
Le concept de révolution agricole anglaise au XVIIIe siècle est aujourd'hui relativisé par les historiens, car dès la fin du Moyen Âge, les Flandres pratiquaient une agriculture intensive, pour nourrir une population massée sur un petit territoire, des rotations complexes entre grains, herbes, fourrages et cultures industrielles permettant d'éviter la jachère. L'Angleterre a aussi eu accès à ces techniques par la publication en 1645, en pleine guerre civile anglaise, de "Husbandry Used in Brabant and Flanders", de Sir Richard Weston.